# خادم أسماء الجذر

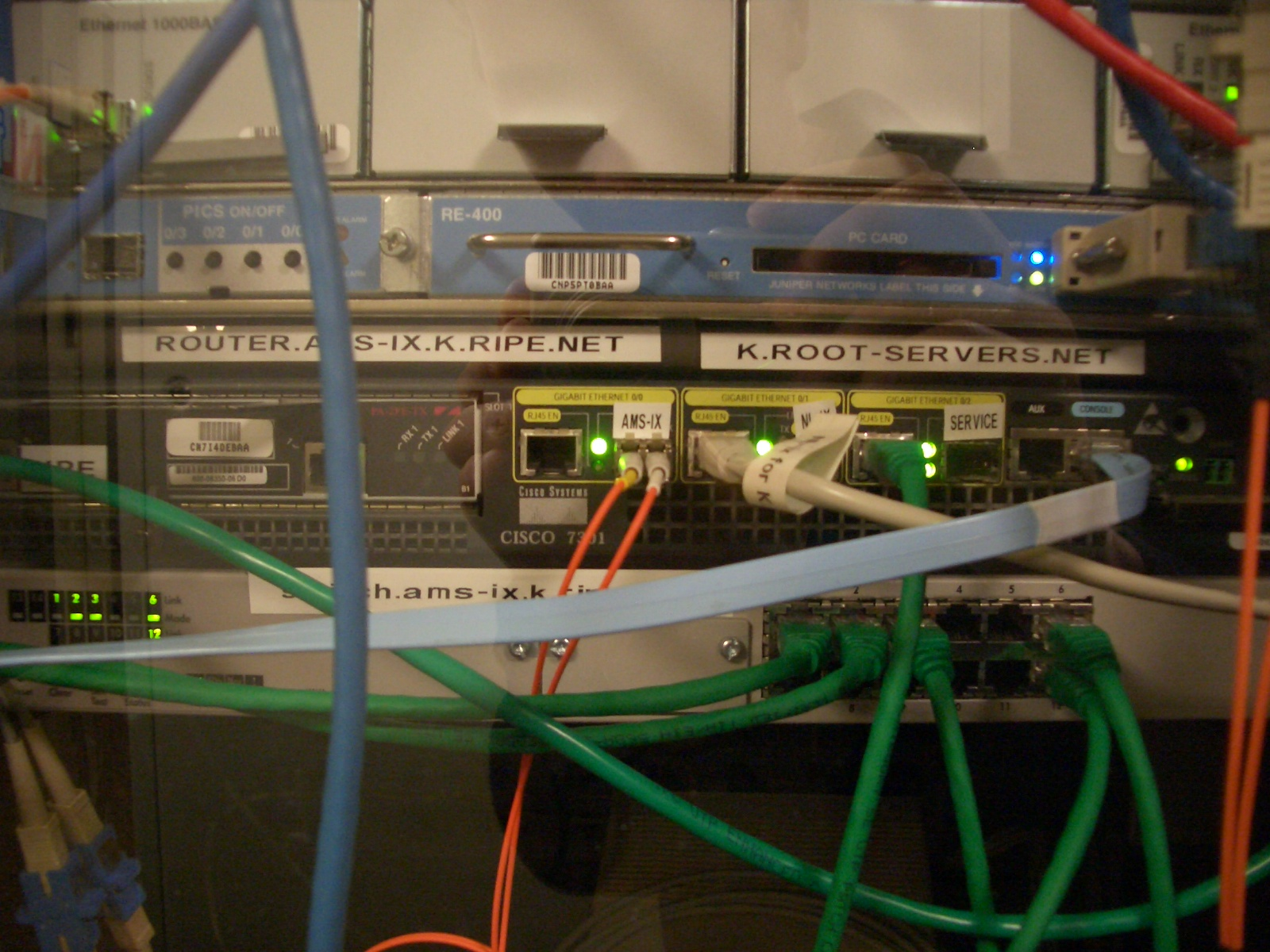
موجه Cisco 7301 و Juniper M7i ، جزء من مثيل خادم الجذر K في AMS-IX

خادم أسماء الجذر هو خادم أسماء لمنطقة الجذر لنظام أسماء النطاقات (DNS) للإنترنت . يجيب مباشرة على طلبات السجلات في منطقة الجذر ويجيب على الطلبات الأخرى من خلال إعادة قائمة بخوادم الأسماء الموثوقة لنطاق المستوى الأعلى المناسب (TLD). تعد خوادم اسم الجذر جزءًا مهمًا من البنية التحتية للإنترنت لأنها الخطوة الأولى في ترجمة ( حل ) أسماء المضيفات القابلة للقراءة البشرية إلى عناوين IP التي يتم استخدامها في الاتصال بين مضيفي الإنترنت .

## روابط خارجية
- اقتران العمليات الفنية لخادم الجذر
- ملفات الجذر، IANA
- orsn.org شبكة خادم الجذر المفتوحة
- root-servers.net.zone
- أوقات استجابة خادم الجذر
- شرح خوادم أسماء جذر DNS لغير الخبراء